# Crash Bandicoot (franquicia)
Crash Bandicoot es el nombre de una serie de videojuegos protagonizada por el personaje del mismo nombre. Fue creada en 1996 por Naughty Dog, quien desarrolló los primeros cuatro títulos, bajo la distribución de Universal Interactive Studios. Los tres primeros juegos pertenecen al género de plataformas, sin embargo, con el tiempo se fue diversificando a otros géneros. La serie ha vendido más de 50 millones de copias en todo el mundo.
La serie trata de Crash Bandicoot, un marsupial evolucionado por el científico loco el Dr. Neo Córtex, quien tenía intenciones viles de controlarlo mentalmente para dirigir su ejército de animales mutantes. La historia se desarrolla en las Islas Wumpa, unas islas ficticias al sur de Australia, por lo que su fauna y entorno se apegan a esta región. Inicialmente, la misión de Crash Bandicoot era rescatar a su novia Tawna del Dr. Neo Córtex, pero luego se transformó en impedir los planes del científico una y otra vez.
Originalmente, el personaje fue creado con el propósito de ser la mascota de Sony en su primera consola, PlayStation. Sin embargo, esta vinculación nunca se hizo oficial cuando la serie comenzó a gozar de un éxito arrollador, a pesar de que la propia Sony estuvo involucrada estrechamente con sus tres secuelas. Es la competencia de Mario y Sonic. [cita requerida]

## Historia

### Exclusiva de PlayStation
Una vez presentado el juego de lucha Way of the Warrior a Mark Cerny, de Universal Interactive Studios; Naughty Dog renovó su contrato con esta compañía para trabajar en tres títulos más. En agosto de 1994, Jason Rubin y Andy Gavin dejaron la ciudad de Boston, Massachusetts, para trasladarse a Los Ángeles, California. Durante el viaje, Gavin y Rubin decidieron realizar un juego de plataformas en tres dimensiones. Al estar el jugador obligado a mirar constantemente al personaje de espaldas, el juego fue jocosamente apodado «El juego del trasero de Sonic». La tecnología necesaria para desarrollar el juego y la serie Crash Bandicoot en conjunto fueron desarrolladas en un estudio en Gary, Indiana. Otros elementos del juego fueron desarrollados en Colorado. Por estas fechas, Gavin y Rubin desecharon el diseño de un juego previo a Crash Bandicoot, llamado Al O. Saurus and Dinestein -un side-scroller basado en viajes en el tiempo y científicos que podían fusionarse con dinosaurios. Una vez instalados en el estudio de Universal Interactive Studios, Gavin y Rubin se reunieron con Mark Cerny, hablaron sobre el diseño del juego y llegaron a un acuerdo para poder comenzar con su producción. En septiembre de 1994, Gavin y Rubin empezaron a desarrollar el juego para la nueva consola de Sony, PlayStation; con Rubin encargándose del diseño de personajes. En noviembre de ese año, Naughty Dog contrató a su primer empleado, Dave Baggett, un amigo de Gavin durante sus años de estudiante en el Instituto de Tecnología de Massachusetts. Juntos, Gavin y Baggett crearon el motor de juego «Game Oriented Object LISP» (GOOL), que sería usada especialmente en la programación de este. En enero de 1995, Rubin contrató a Bob Rafei y Taylor Kurosaki como artistas adicionales, ya que el radio de proporción programadores-artistas estaba descompensado.
A falta de un protagonista en el juego, Naughty Dog contrató a dos artistas de American Exitus, Charles Zembillas y Joe Pearson, y se reunieron con ellos semanalmente para diseñar personajes y escenarios del juego. El primer concepto desarrollado para el personaje principal era un marsupial llamado «Willy, the Wombat». El director de marketing de Universal Interactive Studios insistía en que el protagonista debía llamarse «Wez», «Wuzzles» o «Wizzy the Wombat». En lo que respecta al diseño de escenarios, Zembillas y Pearson realizaron inicialmente una serie de esbozos sobre distintos paisajes, a los que se incorporaba posteriormente otros elementos. Buscaban una estética orgánica y descuidada, por lo que se evitaba emplear líneas rectas y esquinas de 90 grados. Un artista de Naughty Dog esbozaba cada elemento de los escenarios del juego antes de ser modelados. También se pedía a los artistas poner mucho cuidado en el diseño de texturas, además de reducir en medida de lo posible el uso de geometría. Algo que ayudaba en este aspecto era juxtaponer elementos claros y oscuros, lográndose además impacto visual. Un uso adecuado del color también fue vital para los artistas de Naughty Dog a la hora de diseñar los niveles. Por ejemplo, se emplearon colores que resaltasen mutuamente en niveles como «Lost City» o «Sunset Vista»; mientras que otros niveles como los que tienen lugar en el castillo de Neo Cortex fueron diseñados para reflejar la mente retorcida de este.
Una vez listo el diseño del personaje principal, el equipo de desarrollo dedicó tres meses a trabajar con el juego. En abril de 1995 el juego en sí era funcional, pero no fue hasta junio de este año cuando el juego pasó a ser jugable. Los primeros tres niveles del juego estuvieron listos para el mes de agosto; sin embargo, resultaron ser demasiado difíciles como para aparecer al principio del juego, por lo que fueron trasladados a una zona posterior del juego -en particular, la central eléctrica de Cortex. Por estas fechas, también se incorporó al equipo de Naughty Dog la artista Charlotte Francis. En septiembre de 1995, una cinta de video con la jugabilidad del juego fue presentada a puertas cerradas a miembros del equipo de Sony Computer Entertainment. Por estas fechas, Rubin se percató que había muchas áreas vacías en el juego, dadas las limitaciones técnicas de la PlayStation, que impedían la presencia de muchos enemigos en pantalla a la vez. A su vez, los game testers superaban los desafíos y puzles del juego con mucha facilidad. Rubin llegó entonces a la idea de incluir cajas con diversos símbolos a los costados para crear nuevos puzles. Romper estas cajas no solo aportaría un nuevo desafío al juego; también serviría para evitar que este se volviese monótono y repetitivo. La primera caja fue incluida en el juego en enero de 1996, pasando a ser con el tiempo uno de los rasgos más característicos de la serie. El hecho de tener que romper cajas para avanzar, y que parecía más un bandicut también llevó a cambiar el nombre de «Willy the Wombat» a «Crash Bandicoot》 en ese mismo mes En marzo de este mismo año, Sony aceptó publicar el videojuego, cuyo desarrollo pasaría a versión alfa el mes de abril. Crash Bandicoot fue presentado por primera vez al público en el Electronic Entertainment Expo de mayo de 1996.
El desarrollo de Crash Bandicoot 2: Córtex Strikes Back dio comienzo en octubre 1996. Para este juego, Andy Gavin desarrolló un nuevo motor de juego llamado «Game Oriente Object LISP 2» (GOOL 2), tres veces más rápido que el motor del juego anterior, y con la capacidad de soportar diez veces el número de fotogramas de animación, y el doble de polígonos por objeto. En principio se pensó en incorporar neblina en los niveles de jungla, pero esto fue descartado cuando varios medios de comunicación empezaron a criticar desarrolladoras que se valían del efecto de niebla para reducir el número de polígonos. Se experimentó con efectos lumínicos y de acentuación de la profundidad en estos niveles. Buscando recrear entornos más «sucios», Naughty Dog trabajó en niveles que tenían lugar en alcantarillas, y jugó con el contraste de colores en estos para mostrar profundidad, y romper con la aparente repetición y monotonía, fruto de ciertos elementos. Se empleó a su vez en este juego z-buffering; porque las superficies con agua y lodo en la jungla tenían que ser un plano recto en el eje-Y, no podían tener olas, y el plano subdividido no podía tener lugar en ningún ángulo extraño. El efecto solo funcionaba con objetos en primer plano, por lo que solo podía emplearse a la vez en Crash, ciertos enemigos, y unas pocas cajas de madera. La banda sonora del juego fue producida por el equipo americano Mutato Muzika (compuesto por Mark Mothersbaugh y Josh Mancell), mientras que los efectos de sonido fueron producidos por miembros de Universal Sound Studios (formado por Mike Gollom, Ron Horwitz, y Kevin Spears). Los personajes fueron diseñados de nuevo por Charles Zembillas. En lo que respecta al doblaje de voz, Clancy Brown fue el encargado de dar voz al Doctor Neo Cortex, Brendan O'Brien dio voz al Doctor N. Gin y al Doctor Nitrus Brio, y Vicki Winters dio voz a Coco Bandicoot, la hermana de Crash. El juego fue mostrado por primera vez al público en el E3 del año 1997, que tuvo lugar durante el mes de junio, en Atlanta, Georgia; y tuvo muy buena acogida, tanto en crítica, como en público. En agosto de este año, el juego pasó a versión alpha. Por estas fechas, Dan Arey, diseñador jefe en el videojuego Gex: Enter the Gecko, se incorporó a Naughty Dog y restructuró el diseño de los niveles.
Como el primer título, Crash Bandicoot 2: Córtex Strikes Back fue un éxito comercial, dando luz verde a los desarrolladores para empezar a trabajar con el tercer juego. El desarrollo de Crash Bandicoot: Warped empezó en enero de 1998, con un margen de tiempo de solo diez meses y medio para que Naughty Dog completara el juego. Los programadores Andy Gavin, Stephen White y Greg Omi trabajaron en tres motores distintos para este juego. Dos de ellos eran tridimensionales, y estaban pensados para los niveles en avión y moto acuática; mientras que el tercero fue creado para los niveles en motocicleta, muy al estilo de un simulador de conducción. Los nuevos motores de juego sumaban un tercio del juego, en comparación a los dos tercios restantes, que consistían en el motor empleado en títulos anteriores. Jason Rubin contó que la razón en reciclar el motor de juego "clásico" y el estilo de juego fue dado el éxito del cual habían gozado los dos juegos anteriores, y llegó a decir que "de abandonar este estilo de juego, estaríamos abandonando a una significativa cantidad de jugadores." Un "z-buffer" arbitrario fue creado para los niveles en moto acuática, o los pasadizos egipcios en los que el nivel del agua variaba constantemente. Para dotar al agua de estos niveles de fluidez, se empleó environment mapping para poder reflejar elementos como el cielo en el agua. A su vez, se dotó al personaje de Crash de una sombra real; por petición de los productores de Sony Computer Entertainment, hartos de ver "un pequeño punto negro siguiéndolo constantemente." Para dotar a los niveles en avión de un estilo "arcade", y diferenciarlos de un simulador de aviación, se programaron los enemigos para que se posicionaran en frente al jugador, y diesen a este un margen de tiempo para atacar y derribarlos, antes de dar una vuelta y abrir fuego contra el jugador; en lugar de acercarse por ejemplo a los jugadores por la espalda para atacar. Las Reliquias como coleccionables fueron introducidas como incentivo a la rejugabilidad, una vez terminado el juego.
Si bien Naughty Dog solo firmó un contrato por tres juegos, se empezó a trabajar en Crash Team Racing casi al mismo tiempo que Crash Bandicoot: Warped, con la idea de poner en venta y distribuir el primer juego en ser terminado. Sin embargo, Crash Team Racing estaba en una fase de desarrollado tan avanzada al ser publicado Crash Bandicoot: Warped, que se decidió terminar el juego y publicarlo. David Baggett produjo la banda sonora del juego, con Mutato Muzika de nuevo a cargo de la música. Los efectos de sonido fueron creados por Mike Gollum, Ron Horwitz y Kevin Spears de Universal Sound Studios. Este juego pasó a ser el último de la serie a manos de Naughty Dog. En la Electronic Entertainment Expo de 2016 Sony anunció que había logrado un acuerdo con Activision Blizzard (actual propietaria de la saga) para hacer nuevamente a la saga exclusiva de Sony y que lanzará en 2017 un "remaster" de los 3 primeros juegos de Crash de PS1, exclusivo temporalmente en PS4. El remaster titulado Crash Bandicoot N.Sane Trilogy fue lanzado el 30 de junio  en PlayStation 4, a excepción de Japón donde fue lanzado el 3 de agosto de 2017. En 2018 se anunció que este mismo juega sería lanzado en Xbox One (con mejoras para Xbox One X) y en Nintendo Switch.
A finales de la década de los 90, y finalizado el contrato entre Naughty Dog y Universal Inter active Studios, la primera decidió no renovar, debido a las nefastas condiciones laborales en que se habían encontrado los últimos años. Más, para el desarrollo de Crash Team Racing, ni siquiera estaban en las oficinas de Universal, sino que habían sido acogidos por la misma Sony. Este quiebre llevó a que Naughty Dog perdiera a Crash Bandicoot, ya que si bien eran los creadores y desarrolladores de los juegos, los derechos del personaje pertenecían a Universal.
El fin de la era de Naughty Dog había llegado, y aquí la serie iniciaría un largo declive respecto a la calidad de los juegos. El primer desarrollador que relevó a Naughty Dog fue Eurocom; quienes inspirados en Mario Party, llevaron la serie de Crash al género de los mini juegos. El juego recibió críticas tibias, aunque comercialmente se vendió bien. Crash Bash sería el último videojuego exclusivo para Sony.

### La alianza Universal Interactive y Konami
El 28 de enero del 2000 -meses antes del estreno de Crash Bash-, Universal Interactive Studios anunció una alianza con Konami en donde esta última figuraría como publicadora, comercializadora y distribuidora de los videojuegos basados en películas propiedad de Universal. El siguiente videojuego de Crash, originalmente iba a estar a cargo de Mark Cerny, y sería el primero de la serie en presentar un mundo abierto. Universal contrató a Travellers's Tales, a inicios del milenio, para realizar un prototipo. A mediados de año, cuando el motor del juego ya estaba en desarrollo, Universal y Konami anuncian que dentro de su acuerdo, figuraría un videojuego de Crash Bandicoot para las consolas de siguiente generación, dejando de lado su exclusividad para Sony. Debido a esto, se generó una disputa entre Mark Cerny, Sony y Universal, que acabó con Cerny saliendo de la compañía junto con su prototipo, por lo que  Tales tuvo que rehacer el videojuego completo en un plazo de 12 meses, impuesto por Universal.
Al fin, en 2001, se lanza Crash Bandicoot: The Wrath of Córtex, que retomaba la historia principal dejada atrás en Crash Bandicoot 3: Warped. El juego fue un calco de este último en varios aspectos, ofreciendo casi nada nuevo, y con unos gráficos algo flojos. Pero al igual que con su antecesor, el juego se vendió bien, especialmente en PS2, donde alcanzó la categoría "Greatest Hits". En este título se hizo la inclusión de Crunch Bandicoot, un personaje que alcanzaría algo de carisma y sería incluido en adelante como un nuevo miembro.

### Vicarious Visions / Traveller's Tales
En 2002, Crash Bandicoot entró al mercado de las consolas portátiles. Desarrollado por Vicarious Visions, se estrenó Crash Bandicoot: The Huge Adventure para GameBoy Advance, esto luego de que la misma desarrolladora tuviera la iniciativa de presentarle a Universal un prototipo para dar a conocer sus habilidades. El juego fue todo un éxito tanto crítica como económicamente. Vendió 750.000 millones de copias. El juego nuevamente se inspiraba en Crash Bandicoot 3, sin embargo, con mucho mejores resultados que Crash Bandicoot: The Wrath of Cortex. Con el éxito de esta incursión, Universal Interactive dio luz verde a una secuela, que sería llamada Crash Bandicoot 2: N-Tranced, estrenada en 2003. Este aplicaba algunas de las mecánicas vistas en Crash Bandicoot: The Wrath of Cortex, y añadía un nuevo personaje a la serie, el Dr. N.Tranced. Este personaje era un aliado del Dr. N. Trophy. El juego cosechó críticas positivas, pero con menos parafernalia que su antecesor. 
Vicarious Visions tomó las riendas de un proyecto de Crash Bandicoot de carreras que estaba a cargo de Traveller's Tales. En su etapa beta, este iba a ser una secuela directa de Crash Team Racing. Universal decidió que era imprescindible que el juego comenzara a usar animaciones de vídeo, por lo que encargaron el trabajo a Red Eye Studios. Para los bocetos y diseños, fueron contratados los diseñadores originales de la serie, Joe Pearson y Charles Zembillas. El juego consta con personajes nuevos, pero que no gozaron de mucha popularidad. El personaje de Nina Cortex iba a hacer su debut en esta entrega; había sido creada por Duke Mighten cuando el juego estaba en manos de Traveller's Tales. El juego recibió críticas mixtas balanceando a positivas, pero no pudo sacarse la sombre de su predecesor espiritual de PlayStation. 
Luego de ser apartados del desarrollo de Crash Team Racing 2, una división de Traveller's Tales llamada Oxford Studios, comenzó a trabajar en una secuela de Crash Bandicoot. En sus planes estaba la idea de transformar la serie en un juego de mundo abierto, acabando con la estructura lineal que los juegos de Crash acostumbraban a usar. Dicho juego sería llamado "Crash Bandicoot Evolution". Luego de un año de desarrollo, se decidió comenzar todo desde cero, debido a que el juego estaba luciendo muchísimo como el videojuego Ratchet & Clank. Con todo descartado, el estudio decidió enfocar el juego en la relación amor-odio entre Crash Bandicoot y el Dr. Neo Cortex. El 28 de septiembre de 2004 se estrena Crash Twinsanity, juego que quedó muy acotado, con varios errores técnicos visibles y mucho contenido eliminado debido a la falta de tiempo para completar el desarrollo. Pese a todo esto mencionado, en su fecha, el juego fue muy buen recibido por la crítica especializada, recibiendo muchísimos elogios; tanto por su jugabilidad, humor, y dirección tomado por la serie.
Con el éxito de su reciente videojuego, Oxford Studios se puso de cabeza a planear una secuela. Keith Webb, uno de los principales artistas de Crash TwinSanity, señaló "que trataría sobre Crash inmerso en una diversidad de shows televisivos, esto debido a que Neo Cortex lo habría apresado en una televisión": Vivendi Universal rechazó el proyecto, y delegó el desarrollo de la serie a Radical Entertainment, mientras Oxford Studios fue cerrado.

### Radical Entertainment
Del videojuego anterior, Vivendi Universal recontrató nuevamente a su escritor, Jordan Reichek; un exitoso productor y animador con una extensa trayectoria. Este elaboró la trama principal, dio concepción a los nuevos personajes; redactó el guion y las líneas de diálogo; de lo que sería Crash Tag Team Racing. El juego presentaba una combinación del género de plataformas con el de carreras, bajo una idea previa donde los coches pudiesen fusionarse. Las animaciones de vídeo nuevamente fueron realizadas por Red Eye Studios. En el aspecto sonoro, también repitió su trabajo la banda Spiralmouth, esta vez en colaboración con Marc Baril. El juego se estrenó en octubre y noviembre de 2005, recibiendo críticas medianamente positivas. 
Luego del estreno, Radical Entertainment se puso de inmediato manos a la obra en una siguiente entrega. Es en este punto, donde la serie sufriría la modificación más grande en su historia. Desde la jugabilidad hasta el diseño de los personajes. Kristen Forbes, productora de juego, explica "que buscaban unificar el estilo de los personajes. Alinearlos para que pareciesen de un mismo universo". Crash of the Titans se lanzó para Nintendo Wii, PlayStation 2, Xbox 360 y GameBoy Advance; inicialmente, el 4 de octubre de 2007. Posteriormente en semanas se lanzó una versión para PSP y Nintendo DS. El juego recibió críticas tibias, sin embargo, la versión de DS halló comentarios algo más favorables. No obstante, la recepción más fría la recibió de parte de los fanes más fieles a la serie, que no digirieron bien la nueva apariencia de los personajes ni el nuevo concepto de juego instaurado.
Como era habitual, la producción de una secuela comenzó inmediatamente luego del estreno de este último juego. Por ende, este toma el mismo concepto y jugabilidad de Crash of the Titans, pero incluyendo detalles e ideas que no se alcanzaron a implementar previamente. Ejemplos de esto son la apariencia de un juego de mundo abierto, el personaje de Coco Bandicoot como seleccionable, etc.

EL RENACER DE LA SAGA (2017)
Durante el evento E3 del año 2017, Activision sorprendió a todo el mundo con el anuncio de un nuevo videojuego de Crash Bandicoot, después de más de 8 años de letargo. Este sería un "remaster-plus" de la trilogía original para PlayStation, que llevaría el nombre de "Crash Bandicoot N. Sane Trilogy". Este estaría desarrollado por Vicarious Visions, y sería estrenado el 30 de junio del 2017. El juego despertó a la fanaticada y los medios se llenaron de expectación. El juego fue un rotundo éxito en ventas y crítica, ofreciendo unos rediseños de personajes y niveles muy fieles al original, manteniendo la misma jugabilidad. El portavoz de Vicarious Visions, Kara Massie, comentó que Naughty Dog probó el juego en diferentes momentos de su desarrollo, y señaló "que estaban bastantes sorprendidos".

## Trama
| Naughty Dog                              | Naughty Dog | Naughty Dog |
| Juego                                    | Trama | Año         |
| ---------------------------------------- | --- | ----------- |
| Crash Bandicoot                          | El Dr. Neo Cortex, alias "N. Cortex", creó una máquina llamada "El Rayo Evolutivo" (o "Evolvo"), la cual podía usar para hacer a los animales más inteligentes y obedientes (en realidad su ayudante Nitrus Brío la creó, pero N.Cortex tomó el crédito). Secuestro a Tres Bandicoots (uno macho y dos hembras) para sus experimentos, llamados Crash (el bandicoot macho),Tawna (una bandicoot hembra que enamoro a Crash), y la hermana de Crash, Coco (que no aparece hasta la segunda entrega). Córtex quiso convertir a Crash en su guardaespaldas, jefe de su ejército, pero Nitrus Brío le advierte las consecuencias pero Córtex no lo escucha y transforma al Bandicoot en un Bandicoot antropomórfico que camina en Dos pies y usa pantalón y enormes zapatos rojos, cuando Córtex lo pone en el Córtex Vórtex, Crash logra escaparse debido a un error, ya que Crash logró resistirse al control mental del Vórtex (al parecer Crash es inmune al control mental; esto es notorio en el primer juego y en Crash: Mind Over Mutant) y cayó en otra isla lejos del laboratorio de Córtex. Crash sospechó que iban a usar a su novia Tawna, por lo que fue a rescatarla, iniciándose así la aventura del primer juego. Crash pasa por la primera isla cruzando trampas mortales, animales salvajes y algunos nativos de la isla. Crash logra vencer al jefe de la tribu Papu Papu y sale de la isla. Al llegar a la segunda isla, Crash se encuentra con el Demente Ripper Roo (otro experimento fallido de Cortex), pero Crash se las arregla para vencerlo valiéndose de TNT que caen en la cascada. Crash también se encuentra con otro experimento de Córtex: Koala Kong (un Koala musculoso), pero se las arregla para vencerlo. Luego llega a la tercera isla, y entra en la planta nuclear del Dr. Córtex donde debe enfrentarse a Pinstripe Potoroo con su ametralladora, pero Crash logra vencerle, llega al Castillo de Córtex y se enfrenta a Nitrus Brío, este último se convierte en monstruo (parodia de Hulk) pero a pesar de esto el Bandicoot logra vencerle, y logra llegar a donde esta Cortex, donde ambos pelean en una batalla que termina con Cortex cayendo al vacío, y la Victoria de Crash, este último se encuentra con Tawna. | 1996        |
| Crash Bandicoot 2: Cortex Strikes Back   | En Crash Bandicoot 2: Cortex Strikes Back la aventura comienza luego de la batalla final contra N. Cortex en el primer juego. Éste al ser derrotado cayó en un pequeño islote y encontró una nueva fuente de poder, los Cristales. Después de 12 meses, Cortex construyó la "Cortex Vortex", una base espacial y allí, junto con el Dr. N. Gin pusieron a prueba el poder del Cristal Maestro pero había un problema: Hacían falta otros 25 Cristales Esclavos y estaban en 25 diferentes partes de la tierra. En algunas de ellas, estaba Polar, oso polar que ladra y se volvería luego compañero de los héroes. También allí se encontraba Bearminator un oso Polar Gigantesco (lo más probable es que sea un mutante debido a su enorme tamaño). Cortex ya no tenía amigos en la tierra así que decide utilizar a su enemigo Crash. En algún punto después de Salvar a Tawna, esta última dejó a Crash para irse con Pinstripe Potoroo, mientras que por otro lado Crash se reencontró con su hermana biológica Coco, con quién comenzaron a Vivir juntos durante todo 1 año. Un día la computadora de Coco se apaga y le pide a Crash que le busque otra batería nueva. Mientras que crash camina por el Bosque es atrapado por un extraño portal que lo dirige a una sala de portales; en ese momento un holograma de Cortex le dice que ha "Cambiado" y le pide a crash que reúna los 25 cristales para salvar a La Tierra de una fuerza que amenaza con destruir el mundo, Crash no tuvo otra opción que aceptar. Mientras que crash reunía los Cristales, un holograma de Nitrus Brio le dice que hará lo posible para detenerle de reunir los Cristales, pero también le pide que debe juntar las 42 gemas para usarlas en un rayo láser que destruirá la Estación espacial y el Cortex Vortex. A pesar de estar reuniendo los Cristales, Crash no parece estar confiando mucho en Cortex, demostrándolo cuando no le quiso dar los Cristales a N Gin y destruye su armadura Robot. Cuando Crash reúne todos los Cristales pero Coco Bandicoot le reveló la verdaderas intenciónes de Cortex. Cortex pretendió huir en el espacio pero Crash no lo dejó, y Lo derrota, Cortex le jura a Crash que se van a encontrar de nuevo. Crash se llevó los cristales y reunió las 42 Gemas y las usaron para el rayo laser de Nitrus Brio y desde la tierra destruyó el Cortex Vortex terminando así el segundo juego. | 1997        |
| Crash Bandicoot 3: Warped                | Crash Bandicoot: Warped empieza cuando los pedazos del Cortex Vortex caen en un templo maorí y liberan a una fuerza maligna: el hermano de Aku-Aku de Crash, llamado Uka-Uka, la cual ayudó a Cortex a recuperar los Cristales usando la Time Twister del Dr. Nefarious Tropy (Amo del tiempo y el espacio). Crash y Coco viajaron por diferentes épocas y lugares de la historia como el Medioevo, el Antiguo Egipto, el futuro, el mar, el Imperio Chino, Arabia y otros. Crash recuperó los cristales antes que Cortex y entonces éste, junto a Uka-Uka lucharon contra Aku-Aku y Crash para recuperar los cristales. Aku-Aku y Crash ganaron y propiciaron que Cortex, Uka Uka y N.Tropy se perdieran en el tiempo por un ligero error en la Time Twister, dejándolos en un vacío vórtice y acabando así el tercer juego. | 1998        |
| Crash Team Racing (CTR)                  | Tiempo después Crash, sus amigos y enemigos estaban compitiendo en carreras amistosas hasta que un alienígena llamado Nitrous Oxide retó a los corredores de la Tierra a una carrera por el destino del planeta. Crash, Coco, Polar, Pura, Cortex, N. Gin, Tiny Tiger y Dingodile participaron en la competición y al final N.Oxide fue derrotado y obligado a dejar la Tierra para siempre. A partir de este juego Naughty Dog dejaría de Crear los Juegos de Crash, por lo que la historia termina en Crash Bandicoot 3: Warped, sin embargo Universal Interactive Studios, le dio los derechos a otras desarrolladoras creando juegos de Crash que no Continúan Cronológicamente la serie. | 1999        |
| Eurocom                                  | |             |
| Crash Bash                               | En el vacío del espacio Aku-Aku tiene una discusión con su hermano Uka-Uka acerca de cuál era más fuerte y poderoso: el bien o el mal. Uka-Uka dice que deberían pelear para demostrar eso, pero Aku-Aku se niega ya que no puede haber guerra entre ellos. Entonces, deciden hacer una competencia amistosa de minijuegos entre Aku-Aku y Uka-Uka. Aku trae a Crash y a Coco mientras que su hermano trae a Cortex, N. Brio, Tiny, Dingodile, Koala Kong y Rilla Roo. Aku-Aku dice que Uka tiene muchos jugadores, por lo que este le da a dos de sus jugadores (los cuales varían en cada partida) y así los juegos comienzan. Si ganaba el bien pasaba lo siguiente: Uka-Uka se enoja con Cortex y Brio por haberle fallado y se pregunta qué tipo de trampa utilizó Aku-Aku. Él dice que no usó ningún tipo de trampa y que sabía que Uka estaría detrás de los cristales y después expulsa a Uka-Uka al espacio. Si ganaba el mal ocurría esto: Uka-Uka tiene los cristales en su poder y cae una tormenta sobrenatural sobre el universo. Aku-Aku se pregunta cómo el bien pudo caer a los pies del mal y les dice a Crash y a Coco que busquen un lugar donde esconderse y estar a salvo. Uka-Uka dice que pueden correr cuanto quieran, pero que no podrán esconderse de él. | 2000        |
| Traveller's Tales                        | |             |
| Crash Bandicoot: La venganza de Cortex   | La productividad del mal ha caído en picada, y como consecuencia, Uka-Uka organiza una reunión de malvados: Dingodile, Tiny, N.Tropy, N.Gin, y por supuesto; el Doctor Neo Cortex. Este último trabaja en un "superbandicoot" llamado Crunch, el cual necesita una cantidad desorbitante de energía que no le es posible suministrar, ya que los cristales son recuperados por Crash Bandicoot cuando él intenta conseguirlos. Para conseguir la energía, Uka-Uka libera a las cuatro máscaras elementales: unas máscaras con los poderes de los cuatro elementos (agua, Wa-Wa; tierra, Rok-Ko; aire, Lo-Lo; y fuego, Py-Ro) que fueron selladas por los antepasados ancestrales. Una vez libres se fusionan con Crunch, otorgándole sus poderes. Aku-Aku, al percatarse, alerta a Crash y a Coco, que parten en la sala de teletransporte construida por esta última, dispuestos a recorrer otra vez los mundos con el propósito de derrotar a sus nuevos enemigos y salvar por enésima vez al mundo. Al final Crash vence a Crunch y descubren que estaba siendo hipnotizado por Cortex. Uka-Uka se enoja con él y le lanza un rayo que provoca que la nave en la que estaban explote. Crash se va en una nave de Coco junto con Crunch y se van a su casa. Después, Crunch se disculpa con los bandicoots y le explica que estaba siendo controlado por Cortex. Mientras, este estaba siendo perseguido por Uka-Uka en un iceberg(esta historia continúa en el juego Crash Twinsanity). | 2001        |
| Crash Bandicoot: Twinsanity              | Cortex y Uka-Uka, después de quedar atrapados en un iceberg, pasan tres años congelados,y terminan en la playa N Sanity. El descanso de Crash en esta playa de su isla se ve interrumpido por un nuevo intento de Cortex de acabar con él. Tras hacer fracasar ese intento, Crash, junto con Cortex, descubren un nuevo y poderoso par de villanos provenientes de la Décima Dimensión llamados Victor y Moritz. De niño Cortex los había teletransportado a otra dimensión. Ellos buscan venganza y poder mediante la conquista del mundo. Ahora Crash y Cortex tendrán que cooperar para salvarse el pellejo y el mundo. En la batalla final, Nina cortex, Neo Cortex y Crash lucharon contra los gemelos malvados en la Décima Dimensión. Al final Crash da el golpe de gracia usando el Mecha Bandicoot (un robot creado por Cortex) y los gemelos malvados intentan esconderse pero son devorados por Evil Crash. Cortex trató de encerrar a Crash dentro de su cerebro pero la máquina falla encerrando a Cortex en el cerebro de Crash donde es torturado por el baile del bandicoot. | 2004        |
| Vicarious Visions                        | |             |
| Crash Bandicoot: The Huge Adventure      | En una misteriosa estación espacial, en la órbita de la Tierra, Uka-Uka regaña al Doctor Neo Cortex por haber fallado una vez más, pero Cortex le promete que tiene un nuevo plan, que consiste en reducir a los habitantes de la Tierra. Cortex construye una nueva máquina llamada el "Minimizador Planetario", el cual usa para reducir la Tierra al tamaño de un pomelo. La situación atrae la atención de Aku-Aku cuando Cortex observa a la ahora microscópica gente de la Tierra. Aku explica a Crash el actual estado de la Tierra y Coco asume que Cortex debe estar usando los Cristales para hacer funcionar el minimizador, así que pide a Crash que reúna el resto de cristales alrededor de varias localizaciones del mundo, los cuales ella usará para construir un dispositivo que invierta los efectos del minimizador de Cortex. Al final Crash consigue los 20 cristales y la Tierra vuelve a su estado original. | 2002        |
| Crash Bandicoot: N. Tranced              | En la profundidad del hiperespacio, Uka-Uka se queja de la incompetencia del Doctor Neo Cortex y de cómo falló estrepitosamente en su intento de reducir la Tierra. Con la confianza de Uka-Uka ahora puesta en el Doctor Nefarious Tropy para la tarea de ayudarle en su dominación universal, Tropy ve el futuro como paso de su nuevo plan. Él se ve de pie entre los bandicoots y concluye que para que los bandicoots dejen de frustrar sus planes, la solución es tenerlos de su lado. Para ello, recluta a N.Trance, maestro del hipnotismo. Mientras tanto, en la isla N. Sanity, Crash duerme mientras sus hermanos, Crunch y Coco, son abducidos por un extraño vórtice. Aku-Aku alerta a Crash de la situación y le pide que le traiga un Cristal de Poder para que pueda ver qué está pasando. Pero cuando lo hace, Crash empieza a ser succionado por otro vórtice. Mientras Aku-Aku intenta rescatar a Crash, usa el poder del Cristal y descubre que N. Tropy está detrás de todo. Con la última reserva de poder, Aku logra rescatar a Crash y el vórtice termina succionando a Fake Crash en vez de al verdadero, pero Tropy no parece darse cuenta del fallo. N. Trance hipnotiza satisfactoriamente a todos los bandicoots para que hagan lo que les manden. Mientras tanto, en algún lugar del hiperespacio, Crash y Aku-Aku planean reunir más cristales de poder para que así este último pueda abrir más áreas del espacio, liberar a sus amigos de la hipnosis y arruinar los planes de Tropy. Después de conseguir todos los cristales y salvar a su familia, Crash vence a N. Trance y a N. Tropy y se toman una foto de recuerdo. | 2003        |
| Crash Bandicoot Purple: Ripto's Rampage  | El Doctor Neo Cortex y Ripto unen fuerzas para librarse de Crash Bandicoot y Spyro the Dragon mediante la modificación genética "Ripto de Riptoc" siervos que salen de una extraña dimensión. Los dos protagonistas principales creen que están en contra de ellos mismos. Crash y Spyro ven que están en una difícil situación de sus respectivos mundos y se envían a deshacerse de la Riptocs encubierta. Crash y Spyro finalmente se encuentran uno al otro en el castillo del dragón. Sin embargo, pronto descubren que han sido engañados para luchar entre sí por Cortex y Ripto y deciden unirse en contra de ellos. | 2003        |
| Crash Nitro Kart                         | Velo es un emperador alienígena que desafía a los terrícolas a una carrera de Karts. Él ha sido considerado por toda la galaxia como el corredor más rápido. Al traer a Crash y a sus amigos al coliseo espacial exige a nuestros personajes que se enfrenten entre sí(en equipos) para hallar a un equipo que pueda desafiarlo. Finalmente añade que si un equipo gana, lo devolverá a la tierra, pero si él gana se apoderará de la tierra y la destruirá. Así todos se incorporan a una lucha común contra Velo y los clásicos rivales del juego tradicional pueden ser seleccionados. Si ganan los bandicoots pasa lo siguiente: Velo se enoja tanto que explota y todos descubren que Velo es un robot manejado por un alien enano. Velo les decide entregar su imperio pero ellos se niegan y dejan a Velo quedarse con él, así que este les deja irse a su planeta. Si ganan los malos ocurre lo siguiente: Velo se enoja mucho y explota. Así es como todos descubren que Velo es un robot manejado por un alien enano. Cortex roba el cetro y Velo empieza a pelear con él por el objeto pero Tiny lo detiene. Los villanos tratan de ir a la Tierra pero llegan a Terra, un mundo de la galaxia Velo, y todos los habitantes se inclinan ante ellos. | 2003        |
| Crash Bandicoot N. Sane Trilogy          | Esta entrega es el remake de la trilogía original de Crash Bandicoot (1996-1997-1998). Fue desarrollado por Vicarious Visions y publicado por Activision en 2017. También incluye un DLC con dos niveles inéditos (Stormy Ascent (eliminado del Crash Bandicoot original) y Future Tense (de Crash Bandicoot 3: Warped)) y la posibilidad de jugar con Coco, la hermana de Crash. | 2017        |
| Radical Entertainment                    | |             |
| Crash Tag Team Racing (CTTR)             | El recientemente nombrado lugar más peligroso del mundo, el Parque Temático y Automovilístico del Motor, está en peligro al haberse robado las gemas de poder que lo sostienen. Ahora su propietario, Ebenezer Von Clutch, ha anunciado que entregará las escrituras del parque a quien le entregue esas gemas junto con la gema de poder negra; la cual, como cyborg que es; le proporciona su energía vital. Tres grupos participan en la competición para conseguir las gemas: Von Clutch y su mecánica, la zarigüeya Pasadena O'Possum, que intentan salvar el parque, recuperar las gemas moradas de poder y la gema negra. N. Gin, Nina y Neo Cortex, que aparecieron accidentalmente en el parque tras una pelea sobre ruedas en la autopista con Crash, Coco y Crunch Bandicoot, y ahora intentan transformar el parque en su nueva y malvada base intentando ganar el título de campeones y a su vez quedarse con las gemas moradas y la gema negra. Crash, Coco y Crunch Bandicoot, que aparecieron accidentalmente en el parque tras una pelea sobre ruedas en la autopista contra N. Gin, Nina Cortex y el doctor Neo, y ahora intentan obtener el título de campeones para regresarle el título a Von Clutch e intentar encontrar la gema negra para que este sobreviva. Luego descubren que la mascota del parque Willie Wumpa Cheeks(Guille Mejillas de Wumpa, una criatura extraña que habla en verso y produce la bebida Wumpa Whip) robó las gemas e intenta escapar usando un cohete pero Crash lo detiene tirando de una palanca. Crunch agarra a Willie pero los villanos en una nueva nave hacen de Willie un zumo de Wumpa y luego tratan de destruir a los bandicoots pero Crunch los defiende a todos con un metal. Crash les lanza una gallina a Cortex y a los otros villanos, lo que hace que la nave se vea averiada. Coco le da los papeles a Von Clutch y Crash le da la gema negra. | 2005        |
| Crash of the Titans                      | Crash y sus amigos descansan mientras Coco finaliza un Reciclador de Mantequilla, le pide a Crash que le pase el Transvelupador (una llave inglesa morada), pero cuando Crash la recoge aparece Cortex en su dirigible, el cual secuestra a Coco y a Aku-Aku. Crash guarda el Transvelupador en su bolsillo y lanza el reciclador salvando a Aku-Aku, pero dejándolo en medio de la selva. Mientras, Crunch se queda congelado. Después de salvar a Aku-Aku, él y Crash van por toda la isla derrotando a varias criaturas que aparecen en diferentes áreas de la isla para rescatar a Coco y llegan justo a un templo donde Aku-Aku y Crash descubren que Cortex y Uka-Uka están robando el Mojo; el cual, según Aku-Aku le dice a Crash, debe estar relacionado con esas criaturas con las que él y Crash estaban luchando. Entonces Crash y Aku-Aku se adentran en el templo, donde se enfrentan en una batalla contra Cortex, pero Crash lo derrota y Cortex le dice a Crash que cree que le ha derrotado, que Uka-Uka se llevó todo el mojo y a Coco. Por último Cortex huye. Después llegan hasta Tiny Tiger, contra quien se enfrentan en una batalla, pero él lo derrota. Tiny Tiger le dice a Crash y a Aku-Aku que Uka-Uka ha cambiado a Cortex por Nina (su sobrina) ya que tuvo la oportunidad de vencer a Crash pero no lo hizo. Nina toma el control, rapta a Cortex y le coloca un casco de control mental a Coco para que construya el Exterminador, un robot gigante programado para destruir la Isla Wumpa. Crash llega pronto hasta Uka-Uka quien usa su Evolvo Rayo para volverse un monstruo pero Crash lo derrota, así que huye. Finalmente Crash y Aku-Aku llegan hasta Nina, quien ha capturado a Coco y Cortex. Entonces cuando Nina ve a Crash, llama a sus criaturas. Cortex le dice a Crash que le dé una lección a su sobrina. También Coco le dice a Crash lo mismo. Nina libera a Cortex diciéndole que vigile que el robot llegue a la Isla Wumpa. Luego le dice a Coco que se calle y Nina se enfrenta en una batalla contra Crash usando un Titán-robot para derrotarlo, pero Crash la derrota a ella. Coco trata de parar el Exterminador, pero no puede sin su Transvelupador, el cual Crash tiene en su bolsillo guardado. Se lo pasa y logran pararlo. Luego Coco, Crash y Aku-Aku regresan a casa. Crunch por fin logra deshacerse del hielo donde estaba atrapado y los tres entran para comer unas tortitas, Crash dice "¡Hmmm, tortitas!", todos lo miran atónitos, Crash sonríe y entran a casa. Mientras Cortex y Nina están en una nave en forma de OVNI y Cortex le promete a su sobrina que va a ser más cruel, malvado, que no va tener piedad, y que va a regresar a destruir a los Bandicoots, pero que aun la iba a castigar. después la deja en la escuela de maldad que el construyó. | 2007        |
| Crash: Mind over Mutant                  | Neo Cortex se une nuevamente con el doctor Nitrus Brio creando un nuevo aparato para transformar a las criaturas en poderosas fieras, al cual nombraron NUV (Posiblemente Neo Ultimate Vision). Estos intervienen en un anuncio para engañar a los espectadores (especialmente a Crash, a Coco y a Crunch) advirtiendo falsamente que el aparato sirve para múltiples de tareas beneficiosas. Y este aparato aparece en casa de Crash; Coco y Crunch, ansiosos, se los colocan y se transforman en malvados monstruos, crash recorre toda la isla wumpa salvando a coco y crunch y echaron a n.brio de la isla. Crash descubre que uka uka está siendo utilizado por Neo Cortex para conseguir mojo malo, crash lo libera y uka uka decide ayudarlos teletransportándolos a la nueva estación espacial de cortex allí crash se enfrenta a cortex pero cortex es muy débil por lo cual bebe mutageno de brio y se transforma en un mutante gigante crash lo vence y lo domina haciendo que desactive a tods los NUV pero la estación de cortex colapsa a la tierra y cortex escapa en una cápsula, Crash y aku aku sobreviven a la caída, se reúnen con Coco Bandicoot y Crunch y dejan más basura espacial en su casa. | 2008        |
| Dimps                                    | |             |
| Crash Boom Bang!                         | Durante el desarrollo de un centro turístico de Tasmania, el Vizconde encuentra un mapa de una ciudad antigua que contiene el famoso Super Potenciador de Cristales. Lo trata de encontrar por sí mismo, pero debido a la gran cantidad de puzles, fracasa miserablemente. En la localidad, el Vizconde decide encontrar en el mundo el más inteligente y más fuerte grupo de personajes y con ellos a encontrar el Cristal para él. Invita a Coco Bandicoot a la carrera de Cannonball Mundial, donde el ganador se hace acreedor de $100.000.000. La carrera comienza en la Ciudad del Puerto, con los ganadores del viaje en un barco a un gran desierto. La leyenda cuenta que cuatro tablas de piedra están enterradas en algún lugar del desierto, y los concursantes son enviados a excavar en busca de ellas y llevarlas al Vizconde. De acuerdo con las tablas de piedra, la ubicación real del cristal está escondida en algún lugar de el mapa antiguo. Antes de que pueda investigar el asunto, el Doctor Neo Cortex cae en picada en trozos con el mapa. Por causa de la lucha de los dos para el mapa, este está hecho trizas. Cortex envía a sus fieles asistentes de laboratorio (N. Tropy, N. Gin, Tiny Tiger) para encontrar las piezas del mapa dispersas en la gran ciudad y llevarlas a él. Ahora que los participantes conocen el mapa, el Vizconde decide revelar sus verdaderas intenciones: el Cristal Súper Grande y Poderoso puede conceder un solo deseo de quien lo obtiene, y el Vizconde está dispuesto a dar una gran suma de dinero a aquellos que le ayuden a encontrarlo. Encontrar el Cristal de Poder es imposible sin la clave final, por lo que el Vizconde viaja en su avión para ir hasta el Océano Atlántico del Norte en busca de la clave final. El avión está lleno, y solo un número selecto de los concursantes son capaces de subir a bordo. Catapultados a los cielos por un volcán explosivo, los participantes son capaces de subir a bordo del avión. En el vehículo, el Vizconde da cuenta al grupo de la historia de un explorador, que encontró el número final, pero fue incapaz de encontrar el Potenciador de Cristales. Ese explorador fue el abuelo Vizconde. Como el explorador navegó de regreso a su patria para recolectar sus pensamientos, su nave chocó contra un iceberg y se hundió, llevando al abuelo Vizconde a una tumba de agua. El vizconde les dice que deben bucear y recuperar el número final para su descarga, teniendo en cuenta las temperaturas de casi congelación. A pesar de ello, el grupo es capaz de encontrar el número final antes de la congelación a la muerte. Con todas las piezas del rompecabezas en la mano, el vizconde victoriosamente entra en la Torre, donde el Super Potenciador de Cristales espera a su dueño. Así el Vizconde está a punto de pedir su deseo, pero Crash pide un gran montón de frutas Wumpa, y el deseo de Vizconde se arruina. | 2006        |
| Toys for Bob                             | |             |
| Crash Bandicoot N. Sane Trilogy (Switch) | Esta entrega es el remake de la trilogía original de Crash Bandicoot (1996-1997-1998). Fue desarrollado por Vicarious Visions y publicado por Activision en 2017. También incluye un DLC con dos niveles inéditos (Stormy Ascent (eliminado del Crash Bandicoot original) y Future Tense (de Crash Bandicoot 3: Warped)) y la posibilidad de jugar con Coco, la hermana de Crash. Este juego fue licenciado por Nintendo para Switch | 2018        |
| Crash Bandicoot 4: It's About Time       | El mundo vive en paz tras los eventos vividos en Crash Bandicoot 3: Warped, pero todo se ve convulsionado por el inesperado regreso del Dr. Neo Cortex, al mismo tiempo que Crash y sus amigos descubren la existencia de nuevas máscaras acompañantes mágicas. | 2020        |
| Beenox                                   | |             |
| Crash Team Racing Nitro-Fueled           | Este entrega es el remake de Crash Team Racing (1999), originalmente publicado por Naughty Dog. Este remake también incluye contenido y personajes de Crash Nitro Kart (2003) y Crash Tag Team Racing (2005), así como DLC gratuitos que incluyen nuevos personajes, ítems y karts y con micropagos opcionales. Fue desarrollado por el estudio canadiense Beenox y publicado por Activision en 2019. | 2019        |
| King Digital Entertainment Plc           | |             |
| Crash Bandicoot: On the Run              | Conocido como «Crash Bandicoot Mobile» en su versión beta. Crash y su hermana Coco van a tener que trabajar juntos para desmontar los planes del Dr. Neo Cortex, el cual se ha empeñado en destruir el multiverso. Eso, en términos de mecánicas, significa correr, esquivar y saltar sin parar, pero también luchar contra jefes finales. | 2020        |

## Videojuegos
| 1996 | Crash Bandicoot (videojuego)           |
| 1997 | Crash Bandicoot 2: Cortex Strikes Back |
| 1998 | Crash Bandicoot 3: Warped              |
| 1999 | Crash Team Racing                      |
| 2000 | Crash Bash                             |
| 2001 | Crash Bandicoot: The Wrath of Cortex   |
| 2002 | Crash Bandicoot: The Huge Adventure    |
| 2003 | Crash Bandicoot 2: N-Tranced           |
| 2003 | Crash Nitro Kart                       |
| 2004 | Crash Fusión                           |
| 2004 | Crash Twinsanity                       |
| 2005 | Crash Tag Team Racing                  |
| 2006 | Crash Boom Bang!                       |
| 2007 | Crash of the Titans                    |
| 2008 | Crash Mind Over Mutant                 |
| 2008 | Crash Nitro Kart 2                     |
| 2008 | Crash Bandicoot Nitro Kart 3D          |
| 2009 |                                        |
| 2010 | Crash Bandicoot Nitro Kart 2           |
| 2011 |                                        |
| 2012 |                                        |
| 2013 |                                        |
| 2014 |                                        |
| 2015 |                                        |
| 2016 |                                        |
| 2017 | Crash Bandicoot N. Sane Trilogy        |
| 2018 |                                        |
| 2019 | Crash Team Racing Nitro-Fueled         |
| 2020 | Crash Bandicoot 4: It's About Time     |
| 2021 | Crash Bandicoot: On the Run!           |
| 2022 |                                        |
| 2023 | Crash Team Rumble                      |

Saga principal:
- Crash Bandicoot (videojuego)
- Crash Bandicoot 2: Cortex Strikes Back
- Crash Bandicoot 3: Warped
- Crash Bandicoot N. Sane Trilogy
- Crash Bandicoot 4: It's About Time

Saga principal no canónica:
- Crash Bandicoot: La venganza de Cortex
- Crash Twinsanity
- Crash: Lucha de Titanes
- Crash Mind Over Mutant

Saga Gameboy Advance:
- Crash Bandicoot: The Huge Adventure
- Crash Bandicoot 2: N-Tranced

Saga Racing:
- Crash Team Racing
- Crash Nitro Kart
- Crash Tag Team Racing
- Crash Team Racing: Nitro-Fueled

### Era de Naughty Dog
| Crash Bandicoot                                                               | Crash Bandicoot | Publicación original: 31 de agosto de 1996 9 de noviembre de 1996 6 de diciembre de 1996 30 de enero de 1998 (Japón) | 1996 - PlayStation 2006 - PlayStation Network 2017 - PlayStation 4 |
| Desarrollado por Naughty Dog. Distribuido por Sony Interactive Entertainment. |                 | Publicación original: 31 de agosto de 1996 9 de noviembre de 1996 6 de diciembre de 1996 30 de enero de 1998 (Japón) |                                                                    |

| Crash Bandicoot 2: Cortex Strikes Back                                        | Crash Bandicoot 2: Cortex Strikes Back | Publicación original: 31 de octubre de 1997 5 de diciembre de 1997 18 de diciembre de 1997 (Japón) | 1997 - PlayStation 2007 - PlayStation Network 2017 - PlayStation 4 |
| Desarrollado por Naughty Dog. Distribuido por Sony Interactive Entertainment. |                                        | Publicación original: 31 de octubre de 1997 5 de diciembre de 1997 18 de diciembre de 1997 (Japón) |                                                                    |

| Crash Bandicoot 3: Warped                                                     | Crash Bandicoot 3: Warped | Publicación original: 3 de noviembre de 1998 13 de diciembre de 1998 17 de diciembre de 1998 10 de octubre de 2000 (Japón) | 1998 - PlayStation 2007 - PlayStation Network 2017 - PlayStation 4 |
| Desarrollado por Naughty Dog. Distribuido por Sony Interactive Entertainment. |                           | Publicación original: 3 de noviembre de 1998 13 de diciembre de 1998 17 de diciembre de 1998 10 de octubre de 2000 (Japón) |                                                                    |

| Crash Team Racing                                                             | Crash Team Racing | Publicación original: 30 de septiembre de 1999 20 de octubre de 1999 16 de diciembre de 1999 (Japón) | 1999 - PlayStation 2007 - PlayStation Network |
| Desarrollado por Naughty Dog. Distribuido por Sony Interactive Entertainment. |                   | Publicación original: 30 de septiembre de 1999 20 de octubre de 1999 16 de diciembre de 1999 (Japón) |                                               |

### Era de Eurocom / Traveller's Tales / Vicarious Visions
| Crash Bash                                                                | Crash Bash | Publicación original: 6 de noviembre de 2000 1 de diciembre de 2000 14 de diciembre de 2000 (Japón) | 2000 - PlayStation |
| Desarrollado por Eurocom. Distribuido por Sony Interactive Entertainment. |            | Publicación original: 6 de noviembre de 2000 1 de diciembre de 2000 14 de diciembre de 2000 (Japón) |                    |

| Crash Bandicoot: La venganza de Cortex                             | Crash Bandicoot: La venganza de Cortex | Publicación original: 29 de octubre de 2001 23 de noviembre de 2001 20 de diciembre de 2001 (Japón) | 2001 - PlayStation 2 2002 - GameCube, Xbox |
| Desarrollado por Traveller's Tales. Distribuido por Vivendi Games. |                                        | Publicación original: 29 de octubre de 2001 23 de noviembre de 2001 20 de diciembre de 2001 (Japón) |                                            |

| Crash Bandicoot XS                                                 | Crash Bandicoot XS | Publicación original: 25 de febrero de 2002 15 de marzo de 2002 18 de julio de 2002 (Japón) | 2002 - Game Boy Advance |
| Desarrollado por Vicarious Visions. Distribuido por Vivendi Games. |                    | Publicación original: 25 de febrero de 2002 15 de marzo de 2002 18 de julio de 2002 (Japón) |                         |

| Crash Bandicoot 2: N-Tranced                                       | Crash Bandicoot 2: N-Tranced | Publicación original: 7 de enero de 2003 14 de marzo de 2003 4 de diciembre de 2003 (Japón) | 2003 - Game Boy Advance |
| Desarrollado por Vicarious Visions. Distribuido por Vivendi Games. |                              | Publicación original: 7 de enero de 2003 14 de marzo de 2003 4 de diciembre de 2003 (Japón) |                         |

| Crash Nitro Kart                                                   | Crash Nitro Kart | Publicación original: 28 de noviembre de 2003 8 de noviembre de 2003 6 de diciembre de 2003 (Japón) | 2003 - PlayStation 2, Game Boy Advance, GameCube, Xbox 2004 - N-Gage |
| Desarrollado por Vicarious Visions. Distribuido por Vivendi Games. |                  | Publicación original: 28 de noviembre de 2003 8 de noviembre de 2003 6 de diciembre de 2003 (Japón) |                                                                      |

| Crash Bandicoot Fusion                                             | Crash Bandicoot Fusion | Publicación original: 3 de junio de 2004 25 de junio de 2004 4 de diciembre de 2004 (Japón) | 2004 - Game Boy Advance |
| Desarrollado por Vicarious Visions. Distribuido por Vivendi Games. |                        | Publicación original: 3 de junio de 2004 25 de junio de 2004 4 de diciembre de 2004 (Japón) |                         |

| Crash Twinsanity                                                          | Crash Twinsanity | Publicación original: 28 de septiembre de 2004 8 de octubre de 2004 6 de diciembre de 2004 (Japón) | 2004 - PlayStation 2, Xbox, Teléfono Móvil. |
| Desarrollado por Traveller's Tales Oxford. Distribuido por Vivendi Games. |                  | Publicación original: 28 de septiembre de 2004 8 de octubre de 2004 6 de diciembre de 2004 (Japón) |                                             |

### Era de Radical Entertainment / Dimps / Sierra Entertainment
| Crash Tag Team Racing                                                         | Crash Tag Team Racing | Publicación original: 19 de octubre de 2005 4 de noviembre de 2005 1 de diciembre de 2005 (Japón) | 2005 - PlayStation 2, PlayStation Portable, GameCube, Xbox |
| Desarrollado por Radical Entertainment. Distribuido por Sierra Entertainment. |                       | Publicación original: 19 de octubre de 2005 4 de noviembre de 2005 1 de diciembre de 2005 (Japón) |                                                            |

| Crash Boom Bang!                                              | Crash Boom Bang! | Publicación original: 10 de octubre de 2006 27 de octubre de 2006 20 de julio de 2006 (Japón) | 2006 - Nintendo DS |
| Desarrollado por Dimps. Distribuido por Sierra Entertainmemt. |                  | Publicación original: 10 de octubre de 2006 27 de octubre de 2006 20 de julio de 2006 (Japón) |                    |

| Crash: Lucha de Titanes | Crash: Lucha de Titanes | Publicación original: 4 de octubre de 2007 12 de octubre de 2007 (Japón) | 2007 - PlayStation 2, PlayStation Portable, Wii, Nintendo DS, Game Boy Advance, Xbox 360 |
| Desarrollado por Radical Entertainment. Las versiones de Nintendo DS y Gba fueron desarrolladas por Amaze Entertainment. Distribuido por Sierra Entertainment. |                         | Publicación original: 4 de octubre de 2007 12 de octubre de 2007 (Japón) |                                                                                          |

| Crash: Guerra al Coco-Maníaco | Crash: Guerra al Coco-Maníaco | Publicación original: 7 de octubre de 2008 31 de octubre de 2008 (Japón) | 2008 - PlayStation 2, PlayStation Portable, Wii, Nintendo DS, Xbox 360 |
| Desarrollado por Radical Entertainment. La versión de Nintendo DS fue desarrollada por TOSE. Distribuido por Sierra Entertainment. |                               | Publicación original: 7 de octubre de 2008 31 de octubre de 2008 (Japón) |                                                                        |

### Era de Activision
| Crash Bandicoot N. Sane Trilogy                               | Crash Bandicoot N. Sane Trilogy | Publicación original: | 30 de junio 2017 - PlayStation 4 29 junio 2018 - PC, Nintendo Switch y Xbox One |
| Desarrollado por Vicarious Visions. Publicado por Activision. |                                 | Publicación original: |                                                                                 |

| Crash Team Racing Nitro-Fueled                          | Crash Team Racing Nitro-Fueled | Publicación original: | 21 de junio de 2019 - PlayStation 4, Nintendo Switch, Xbox One |
| Desarrollado por Beenox Team. Publicado por Activision. |                                | Publicación original: |                                                                |

| Crash Bandicoot 4: It's About Time                       | Crash Bandicoot 4: It's About Time | Publicación original: | 2 de octubre de 2020 - PlayStation 4, Xbox One - 12 de marzo de 2021 en Nintendo Switch. |
| Desarrollado por Toys for Bob. Publicado por Activision. |                                    | Publicación original: |                                                                                          |

## Cultura popular
En varios medios han hecho referencias a Crash y a sus juegos, siendo uno de los más emblemáticos personajes en los videojuegos, volviéndose también bastante popular en Japón.[cita requerida]
- En el programa televisivo de comedia estadounidense MADtv hay un sketch llamado Franklin y Crash parodiando a la serie Franklin & Bash.
- En la serie animada Johnny Test aparece un juego de video llamado Aplasta tejones que hace una obvia parodia.
- En el episodio Lisa Gets an "A" de Los Simpson aparece un personaje llamado «Dash Dingo».
- En el episodio Noviazgo Inconveniente de la caricatura Yin Yang Yo! unos de los mutantes de Carl es la parodia de Dingodile de Crash Bandicoot 3: Warped.
- En el episodio Los Pocos Magníficos de Phineas y Ferb aparece una marioneta parecida a Fake Crash.
- En la película Baby Geniuses cuando cierran el centro comercial, el niño dice «videojuego» y juega Crash Bandicoot en una consola PlayStation.
- En el capítulo Monica's Thunder de Friends se muestra a Chandler Bing jugando con la PlayStation al videojuego Crash Team Racing en la pista «Hot Air Skyway».
- La cadena McDonald's promocionó durante un tiempo videojuegos portátiles de Crash y Spyro.
- En la serie animada Dr. Pantástico uno de los villanos es un genio, lleva barba y bigote, tiene la cabeza enorme y se llama «El Cortex», haciendo una referencia al Doctor Neo Cortex.